# Universitätskirche (Freiburg im Breisgau)

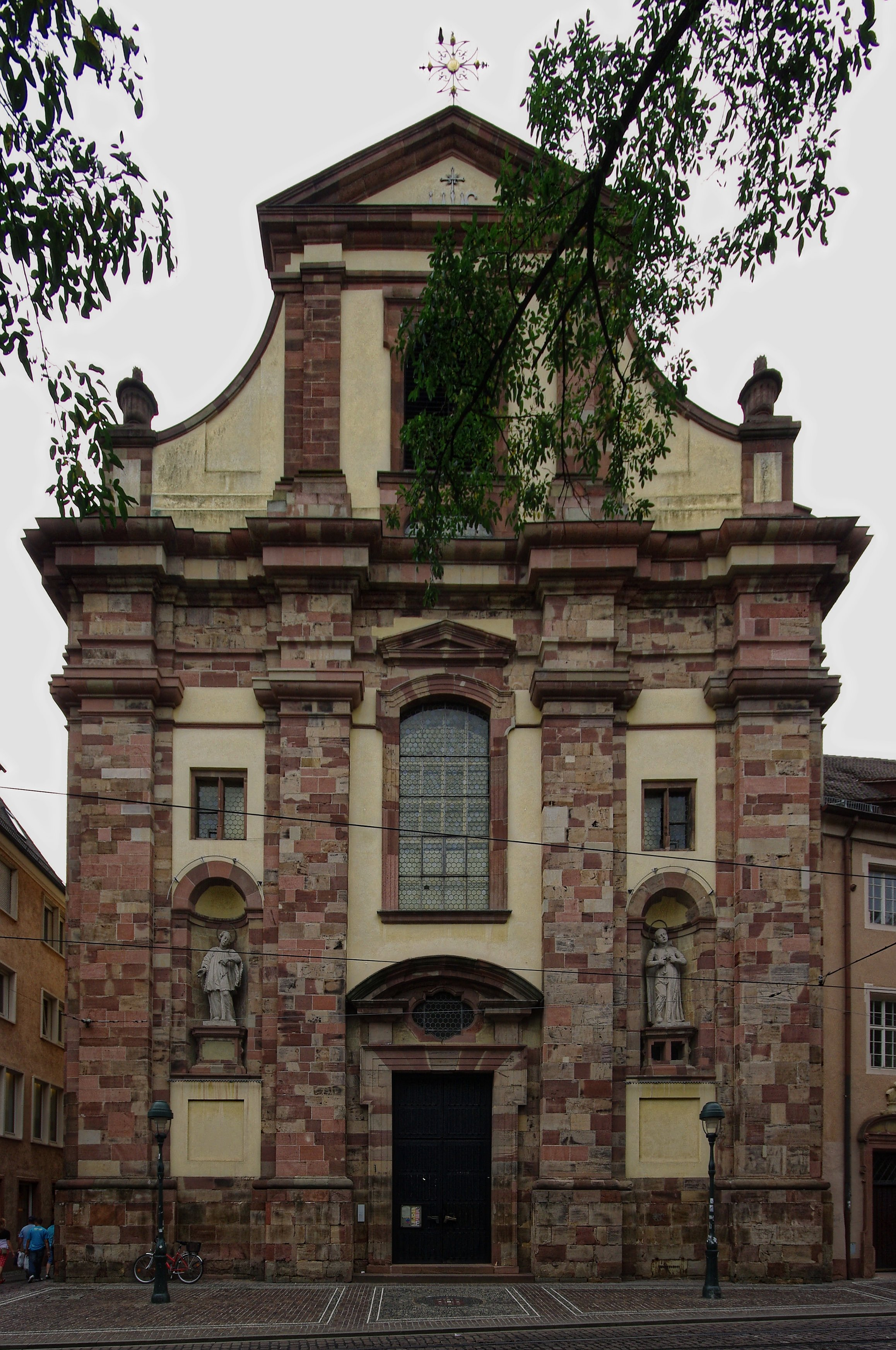
Universitätskirche Freiburg, Außenansicht

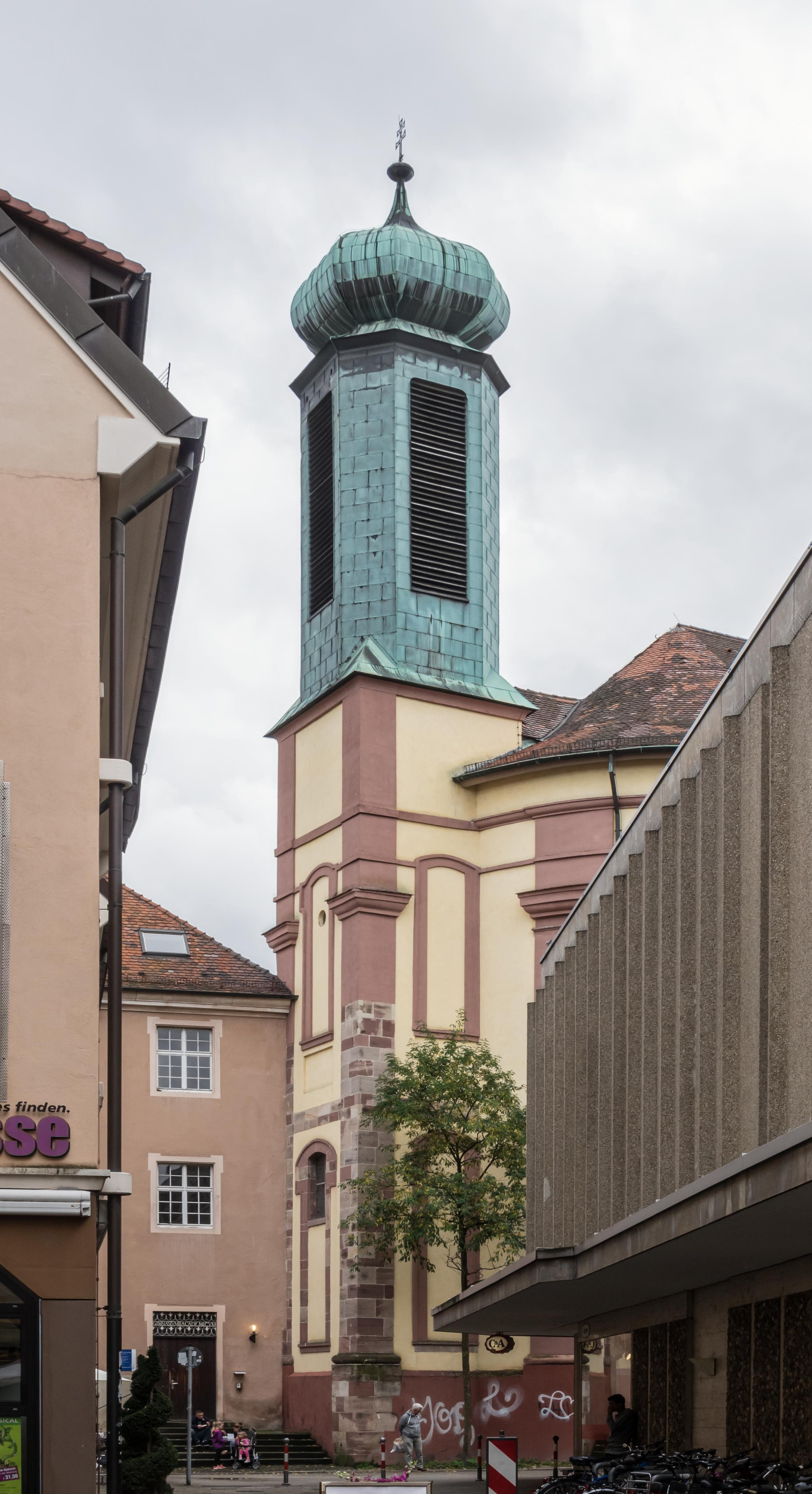
Kirchturm

Die katholische Universitätskirche (ehem. Jesuitenkirche) in der Freiburger Innenstadt ist der Unbefleckten Empfängnis Mariens geweiht. Ihre Bauweise ist an die Solothurner Jesuitenkirche angelehnt. Die Kirche wird wegen ihrer Orgel und Akustik häufig für Konzerte genutzt. In der Gruft unter der Kirche ruhen 56 Ordensbrüder, darunter auch Hochschullehrer der Universität. Heute ist die Kirche auch Gotteshaus der Katholischen Hochschulgemeinde Edith Stein.

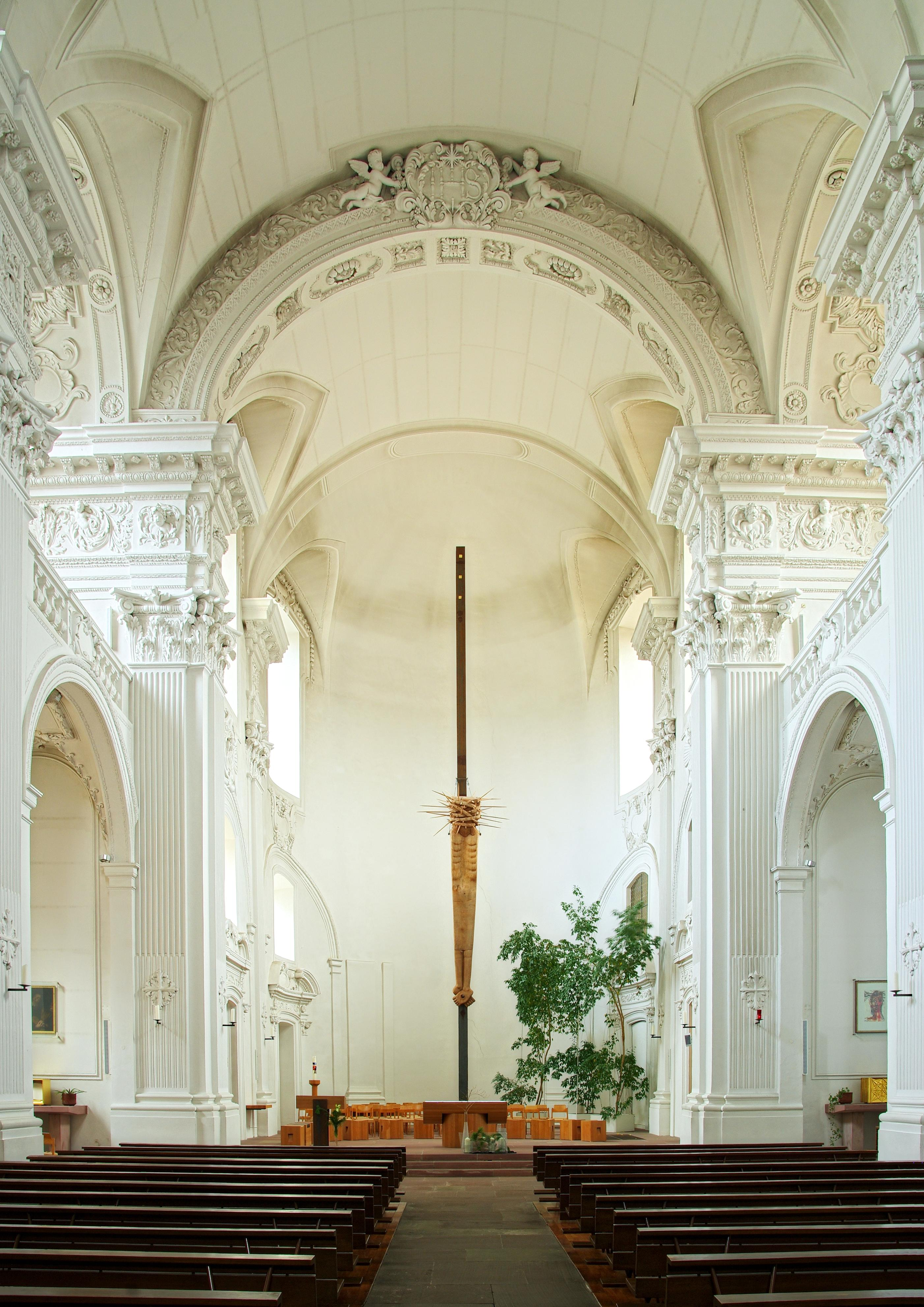
Innenraum mit Blick zum Altar

## Geschichte
Von 1683 bis 1701 erbaute der Jesuiten-Ordensbruder Heinrich Mayer für das Jesuitenkolleg eine Kirche, die Anfang des 18. Jahrhunderts fertiggestellt wurde. Nach Aufhebung des Jesuitenordens 1773 ging die Kirche 1793 an die Universität Freiburg über. Am 21. Oktober 1827 wurde der erste Freiburger Erzbischof Bernhard Boll in der Universitätskirche geweiht.
Beim Luftangriff auf Freiburg am 27. November 1944 Operation Tigerfish brachen die Gewölbe ein und die gesamte Innenausstattung inklusive des raumhohen barocken Altarprospekts ging durch Brand verloren. In den Jahren 1956/57 wurde die Kirche unter der Leitung von Horst Linde und Hans Rolli wieder aufgebaut. Die zerstörten Gewölbe wurden mit Stahlbeton neu errichtet, verbliebene Reste der alten Kirche so weit wie möglich restauriert, im Chorraum jedoch nur die Pfeiler und Gebälkstücke, welche der Basilika ihre Struktur geben, wieder aufgebaut. Bei einer Restaurierung im Jahre 1978 war das Universitätsbauamt bestrebt, die Kirche in ihren ursprünglichen Zustand mit weißem Stuck und dunklen Holzeinbauten zurückzuführen.

## Beschreibung
Die von Süden nach Norden ausgerichtete Kirche ist eine barocke Wandpfeilerkirche. Die südliche Eingangsfassade an der Freiburger Bertoldstraße ist durch Elemente aus rotem Sandstein im Wechsel mit Putzflächen gegliedert. Im Norden ist an das Chorhaupt ein relativ niederer Glockenturm mit Zwiebelhaube angebaut, der wegen der dichten umgebenden Bebauung kaum auffällt. Unmittelbar an die Kirche angebaut sind die Gebäude der so genannten Alten Universität, des ehemaligen Jesuitenkollegs, in der auch heute noch Einrichtungen der Universität sowie das „Uniseum“ genannte Universitätsmuseum und das Literaturhaus Freiburg untergebracht sind.
Im Innern schließt sich an ein rechteckiges Kirchenschiff mit kapellenartigen Nischen zwischen den Wandpfeilern im Norden ein halbrunder, leicht eingezogener Chor an. Der Innenraum der Kirche ist weitgehend schmucklos, es gibt lediglich weißen Stuck ohne jegliche Farbe, Vergoldungen oder Gemälde.

### Kunstwerke

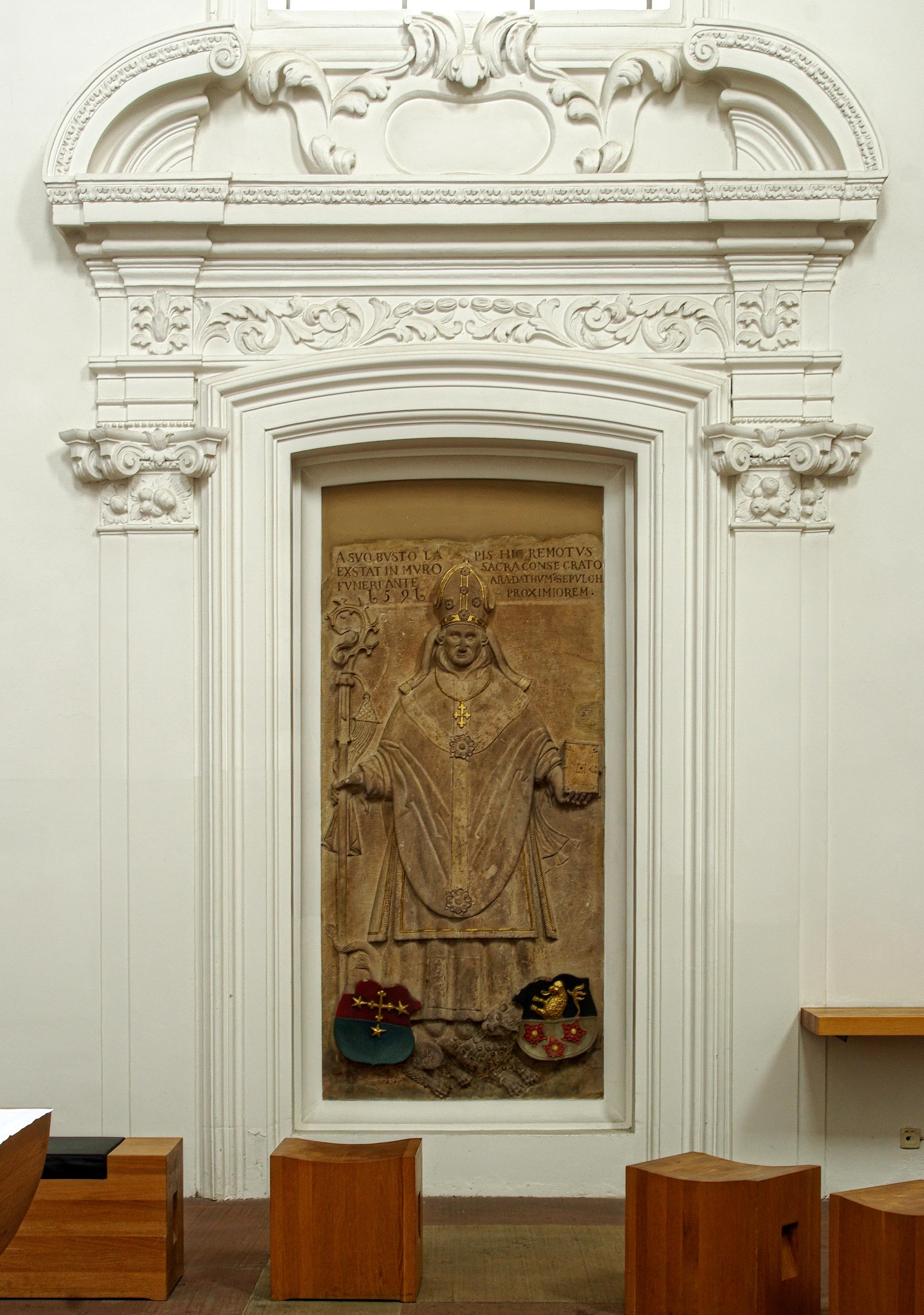
Epitaph für Johannes Kerer

In der stark gegliederten Fassade stehen in Konchen die Figuren von Aloisius von Gonzaga und Stanislaus Kostka, zwei Jesuitenheilige. Links im Chor befindet sich das Epitaph Johannes Kerers. Johannes Kerer war Professor und Rektor der Universität Freiburg und anschließend bis zu seinem Tod 1507 Weihbischof in Augsburg. Das Epitaph ist das älteste Relief im Besitz der Universität.
In einer der rechten Seitenkapellen steht eine von Otto Herbert Hajek aus Erlenholz geschaffene Marienstatue. Sie wurde 1957 dort aufgestellt.
1988 wurde im Chorraum die Plastik des gekreuzigten Christus, eine Leihgabe des Künstlers Franz Gutmann, an einem Stahlträger aufgehängt. Die Christusfigur mit Dornenkrone und ohne Arme ist aus einem Eichenstamm geschnitzt und 5,65 m hoch. Sie wurde bewusst an einem 16 m hohen Stahlträger und nicht an einem Kreuz angebracht. Dieser Stahlträger soll die Verbindung zwischen Erde und Himmel darstellen, dazu dienen auch die drei Goldplättchen am oberen Ende die das göttliche Licht bedeuten.

### Orgel
Die Orgel wurde 1958 von Willy Dold aus Freiburg erbaut. Sie wurde 1974, 1982, 1987 durch die Orgelbauer Fischer und Krämer aus Endingen am Kaiserstuhl umgestaltet und erweitert. 1986 wurde ein neues Gehäuse geschaffen. Die Freiburger Orgelbau Späth hat das Instrument im Jahre 2004 erneuert und neu intoniert. Die Orgel hat 2682 Pfeifen in 36 Registern auf drei Manualen und Pedal.
| I Rückpositiv C–g3 |                |        |
| 1                  | Gedackt        | 8′     |
| 2                  | Praestant      | 4′     |
| 3                  | Spitzflöte     | 4′     |
| 4                  | Nasat          | 2 ⁄3′  |
| 5                  | Principal      | 2′     |
| 6                  | Terz           | 1 3⁄5′ |
| 7                  | Octave         | 1′     |
| 8                  | Cimbel III     | 1⁄2′   |
| 9                  | Krummhornregal | 8′     |
|                    | Tremulant      |        |

| II Hauptwerk C–g3 |             |       |
| 10                | Quintadena  | 16′   |
| 11                | Principal   | 8′    |
| 12                | Rohrflöte   | 8′    |
| 13                | Octave      | 4′    |
| 14                | Gedackt     | 4′    |
| 15                | Superoctave | 2′    |
| 16                | Cornet V-VI | 8′    |
| 17                | Mixtur IV   | 1 ⁄3′ |
| 18                | Trompete    | 8′    |

| III Schwellwerk C–g3 |             |       |
| 19                   | Gemshorn    | 8′    |
| 20                   | Holzflöte   | 8′    |
| 21                   | Principal   | 4′    |
| 22                   | Coppelflöte | 4′    |
| 23                   | Flöte       | 2′    |
| 24                   | Sifflöte    | 1 ⁄3′ |
| 25                   | Mixtur IV-V | 1′    |
| 26                   | Dulcian     | 16′   |
| 27                   | Schalmey    | 8′    |
|                      | Tremulant   |       |

| Pedal C–f1 |               |       |
| 28         | Principalbass | 16′   |
| 29         | Untersatz     | 16′   |
| 30         | Octavbass     | 8′    |
| 31         | Hohlflöte     | 8′    |
| 32         | Rohrpommer    | 4′    |
| 33         | Hintersatz    | 2 ⁄3′ |
| 34         | Posaune       | 16′   |
| 35         | Trompete      | 8′    |
| 36         | Clarine       | 4′    |

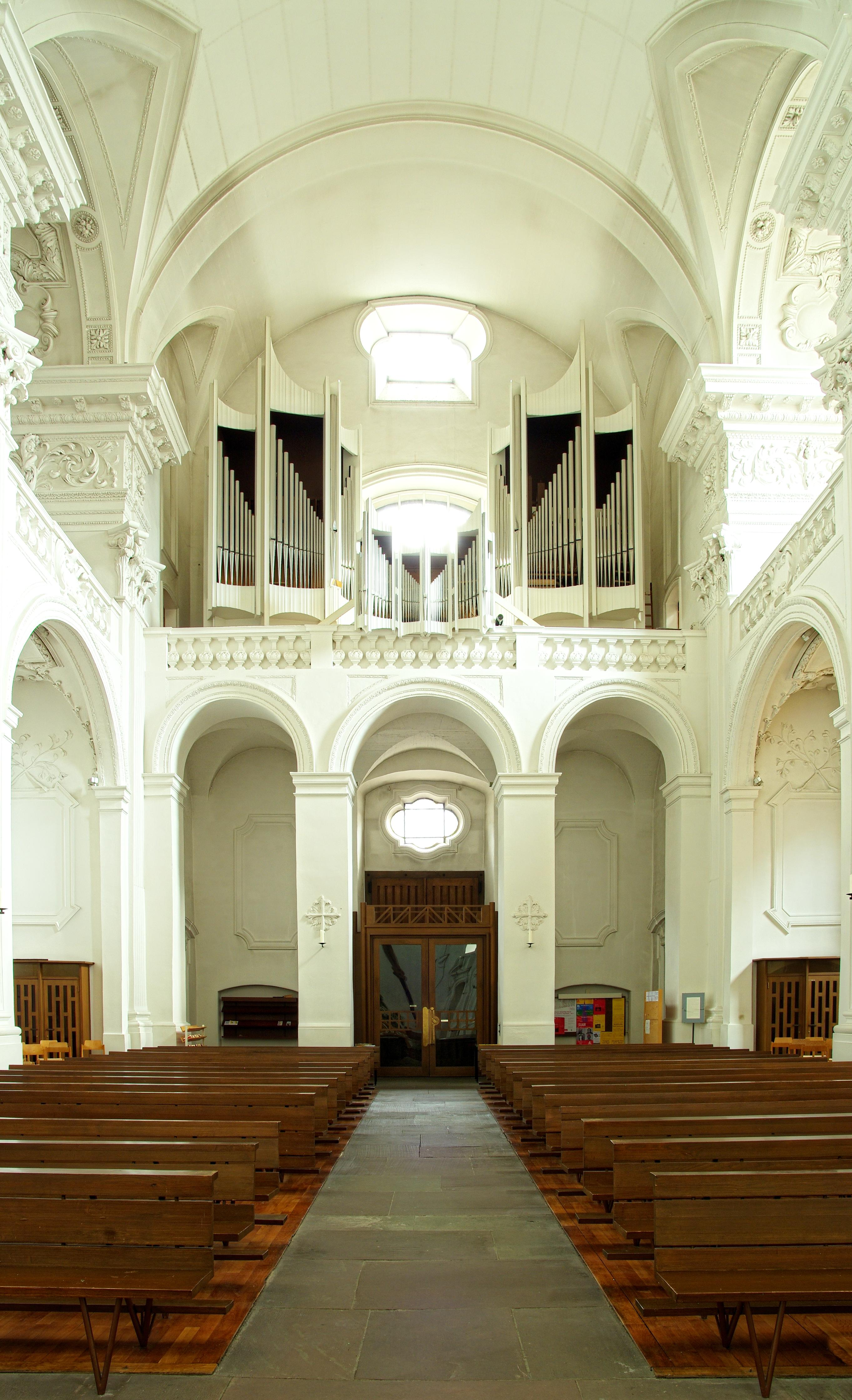
Innenraum mit Blick auf Eingang und Orgel

- Koppeln: I/II, III/II, I/P, II/P, III/P
- Spielhilfen: Elektronische Setzeranlage, Crescendowalze